# Actaea (måne)
(120347) Salacia I Actaea eller Actaea (Provisorisk beteckning: S/2006 (120347) 1) är en naturlig satellit till det transneptunska objektet 120347 Salacia. Den upptäcktes 21 juli 2006 av astronomerna K. S. Noll, H. F. Levison, D. C. Stephens och W. M. Grundy med hjälp av rymdteleskopet Hubble. Månen har fått sitt namn efter en av nereiderna inom grekisk mytologi.

## Omloppsbana
Actaea kretsar kring det primära objektet Salacia på tiden 5,493 80 ± 0,000 16 dygn och på ett avstånd av 5619 ± 87 km och med en excentricitet av 0,0084 ± 0,0076. Förhållandet mellan den halva storaxeln till dess primära Hillradie är 0.0023, vilket innebär att Salacia och Actaea är det snävaste binära transneptunska objektet med känd bana.

## Fysikaliska egenskaper
Actaeas ljusstyrka är 2,372 ± 0,060 magnituder svagare än Salacia, vilket innebär en skillnad i diameter på 2,98 förutsatt att albedo är samma för båda objekten. Actaeas diameter skulle då bli 303 ± 35 km.